# Torre de observação

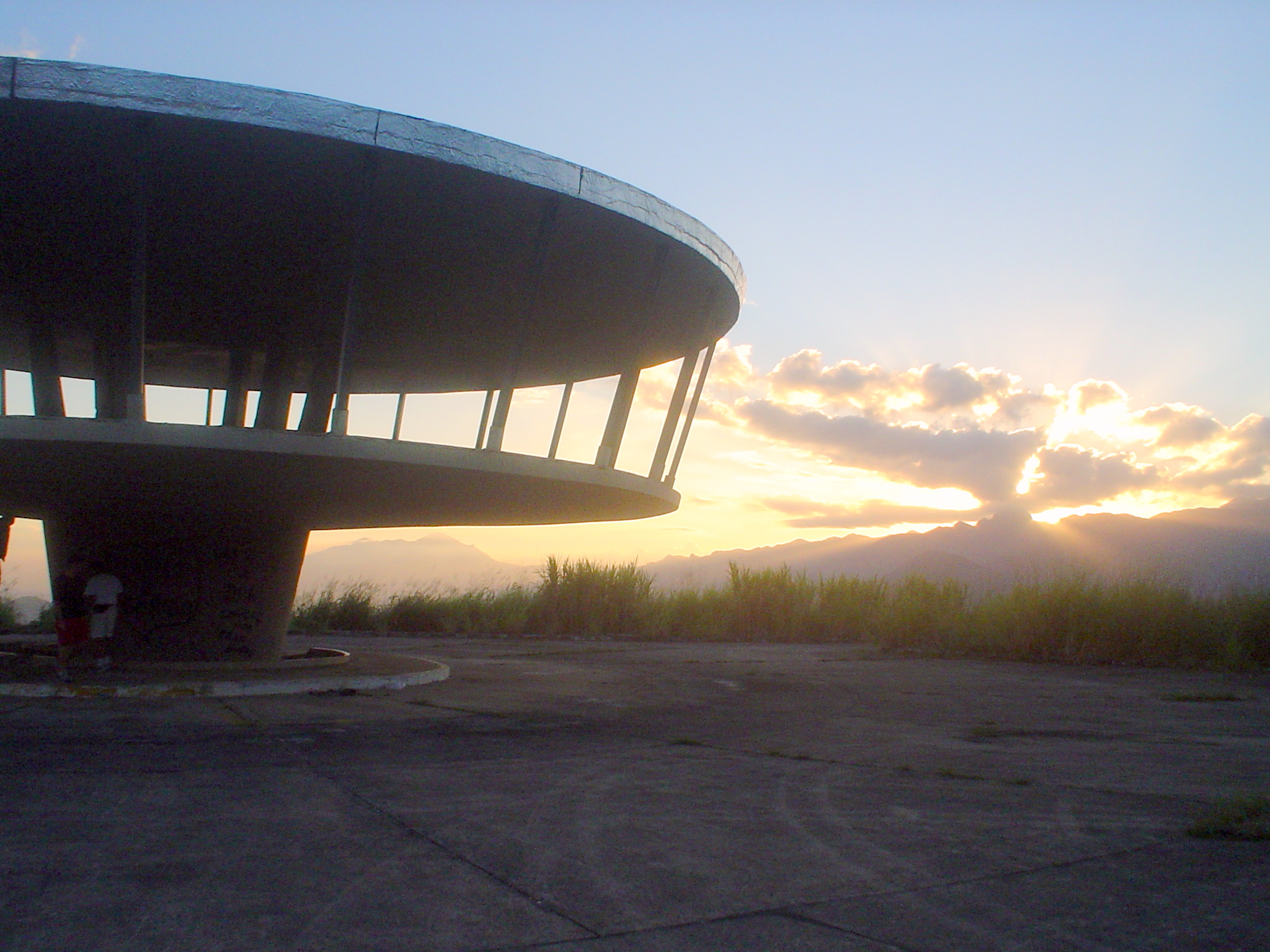
O belvedere da rodovia BR-040, localizado entre Petrópolis e Xerém, no Rio de Janeiro, no Brasil.

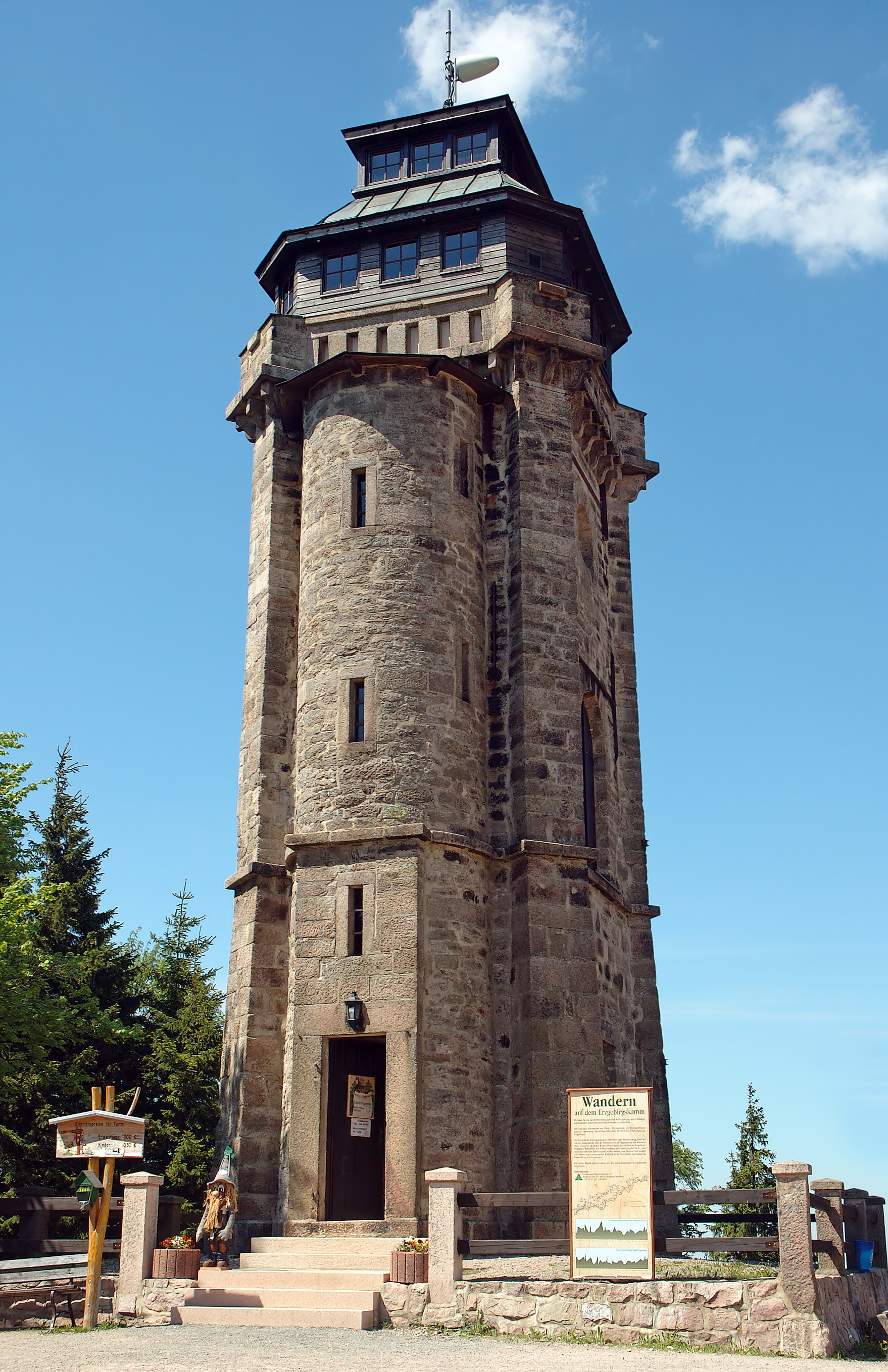
Torre de observação em Auersberg, Saxónia, Alemanha.

Uma torre de observação, também designada belvedere, belveder ou belver (do italiano belvedere), é qualquer estrutura construída com o objetivo de se poder usufruir da vista. Uma torre de observação é em geral uma estrutura autónoma e feita propositadamente com o intuito de proporcionar a observação do panorama circundante, mas pode também ser construída na parte superior de um edifício, podendo assumir a forma de torre ou de cúpula.

## Utilizações
É possível diferenciar vários tipos de torres de observação em função do uso dado à capacidade de observar o panorama a partir da torre. As torres podem ter fins militares ou civis:
- Atalaias - torres em fortificações;
- Torres de controlo para controlo aéreo (aeronaves);
- Torres de vigilância para deteção e observação de incêndios;
- Torres de vigilância para observação em prisões;
- No turismo, como atrações que proporcionam panoramas de interesse turístico.

Várias torres de grande altura têm um espaço (plataforma, piso completo, etc.) que permite fins turísticos pela observação do panorama circundante embora não tenha sido essa a intenção com que foram construídos.